# 贝阿恩吕伊河
贝阿恩吕伊河（法語：Luy de Béarn，法語發音：[lɥi də beaʁn]，意即为“贝阿恩的吕伊河”），或纯音译作呂伊德貝阿恩河，是法國的河流，位於該國西南部，与法兰西吕伊河汇流为呂伊河，是呂伊河的左支流，河道全長76.55公里，發源自波城以東，河畔城鎮有蒙塔尔东、索瓦尼翁、索德纳瓦耶和阿穆。

## 外部連結
- http://www.geoportail.fr（页面存档备份，存于）
- The Luy de Béarn at the Sandre database